# ويليام باتلر (سياسي نيوزلندي)
ويليام باتلر (بالإنجليزية: William Butler)‏ هو سياسي نيوزلندي، ولد في 1841، وتوفي في 4 مارس 1875. انتخب عضو مجلس النواب النيوزيلندي عن دائرة Mongonui (New Zealand electorate) ‏ (1861 – 1866).